# Primeira Vez (2017)
Время первых [em português: Primeira Vez] é um filme de drama russo do diretor Dmitry Kiselyov com Yevgeny Mironov e Keira Knightley nos papeis principais. O filme é gravado em 3D. A premiere russa está programada para 12 de abril de 2017.

## Enredo
Anos 60. No alto da Guerra Fria. As duas superpotências, a União Soviética e os Estados Unidos estão lutando pela supremacia na Corrida Espacial. Enquanto a União Soviética está na dianteira – uma pessoa faz uma caminhada espacial.
Em duas semanas as naves de teste explodem antes da ignição. Hora de identificar nenhuma razão. E deixando um risco grande pois nós não podemos perder a liderança.
Um piloto militar experiente, Pavel Belyaev e seu parceiro, Alexei Leonov, cheios de sonhos intensos de heroismo, - duas pessoas que estão prontas para dar um passo para o desconhecido. Mas nenhum deles poderia imaginar tudo o que poderiam encontrar durante o voo. Nessa missão, tudo pode dar errado.

## Elenco
| Ator                | Papel                                       |
| ------------------- | ------------------------------------------- |
| Yevgeny Mironov     | Cosmonauta Alexei Leonov.                   |
| Konstantin Habensky | Comandante da nave espacial Pavel Belyayev. |
| Alexander Ursulyak  |                                             |
| Elena Panova        |                                             |
| Artyom Bystrov      |                                             |
| Alexei Morozov      | Cosmonauta Gherman Titov                    |
| Yury Itskov         | Boris Chertok                               |

## Produção
- Estava planejado que o filme fosse dirigido por Sergei Bodrov e que o lançamento ocorresse na primavera de 2016.[3]
- Em 2015 o filme recebeu assistencia financeira do Fundo de Cinema com caráter irrevogável.
- A gravação do filme ocorreu em dois estágios: de 1 de do lançamento e natureza de verão [4], e novembro – sequência espacial e dos astronautas na área de pouso em Taiga.[5]
- A direção de Yuri Bykov pegou dois terços do filme, mas os produtores Timur Bekmambetov e Yevgeny Mironov foram tirados do projeto.[6]

- Este artigo foi inicialmente traduzido, total ou parcialmente, do artigo da Wikipédia em russo cujo título é «Время первых».